# 放射線防護服

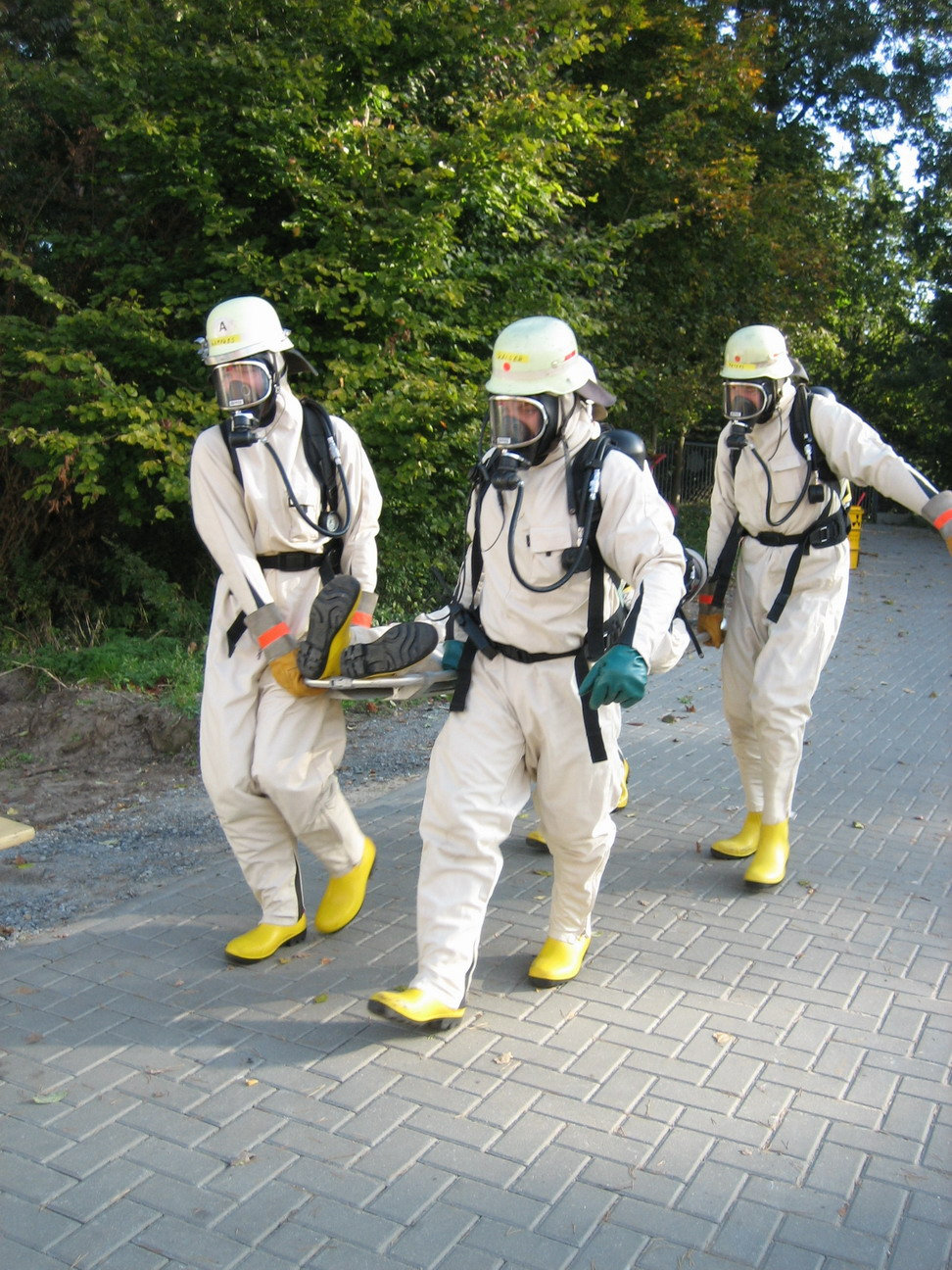
レベルBの防護服を着用して被曝者を搬送する訓練を行うドイツの消防士

放射線防護服（ほうしゃせんぼうごふく）は、放射性物質が存在したり放射線を浴びたりする危険がある場所で作業をする際に身につけて被曝による人体への被害をやわらげる特殊な衣服である。

## 種類
これらは放射線や放射性物質（ガス状の物も含まれる）から身を守るための衣服であるが、考え方としては大別して2種類ある。
ひとつは、放射性物質が体についたり吸い込んだりすることを回避するためのもので、レインコート様のものから気密服までさまざまなタイプのものがあり、危険性の種類によって使い分ける。
もうひとつは、放射線防護機能を持つ遮蔽体を組み込んだもので、放射線が飛び交う環境内での作業の際に着用する。
特に空間中に放射性物質が飛散していないような状況では、放射線発生源との間にのみ遮蔽物を設ければよい訳だが、放射性物質の飛散が考えられる場合には、放射性物質の付着による害を防ぐ防護服の機能が求められるため、この両者の性格を組み合わせたものも存在する。
双方の機能を併せ持つ物では、遮蔽物から成るインナーと、表面の付着より守るアウターに分かれており、アウターのみを使い捨てる様式も見られる。

### 付着による害を防ぐもの

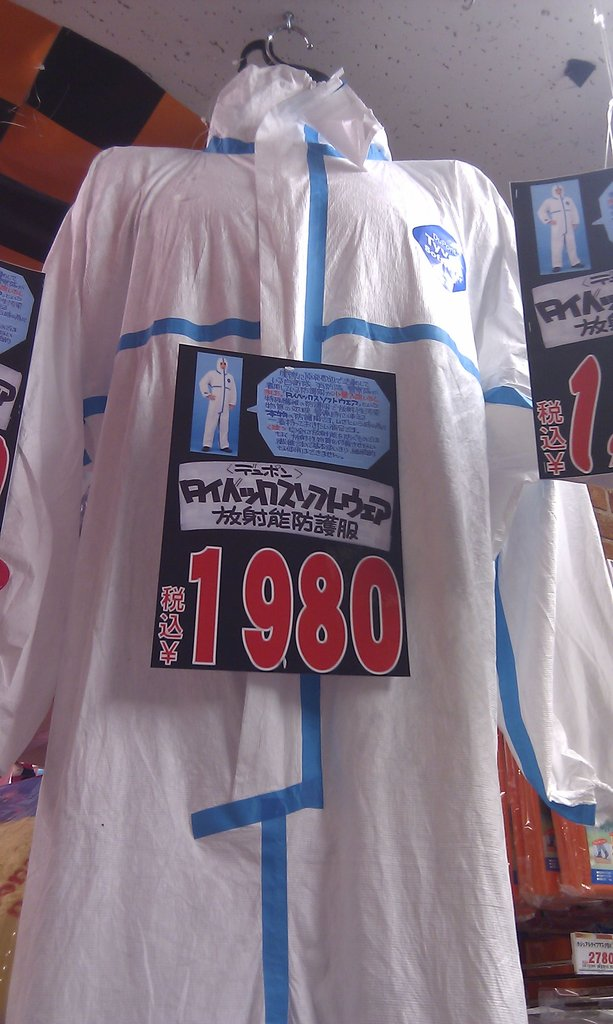
放射性物質の付着を防ぐ目的で使用されるデュポン社のタイベック

アルファ線などを出す放射性物質など、体内被曝で重大な悪影響をもたらすものに有効である。これらに関しては通常、放射性物質による周囲の汚染を防止するため、使い捨てである物も多い。放射線を防護する機能が無いため、レインコートで代用することができる。
作業によって使い捨てられた物は、放射性二次廃棄物として扱われる。飛散した粉塵を吸引しないよう、防塵マスクが組み込まれていたり、または併用するものも見られ、放射性のガスや浮遊粉塵から身を守る点で、生物・化学兵器に対応する為の化学防護服（地下鉄サリン事件では東京消防庁化学機動中隊が着用していた）と同様の物でもある。
これには放射線を防護する機能が無いため、作業者等は空間中の放射線量を計測する機器を携帯し、規定被曝量に達する前に作業を終了する必要がある。作業終了後は除染するため、流水などで着衣表面に付着していた放射性物質を洗浄してから脱衣する。なお洗浄に用いた水も、汚染状況によっては放射性二次廃棄物として扱われる。

### 遮蔽機能を持つもの

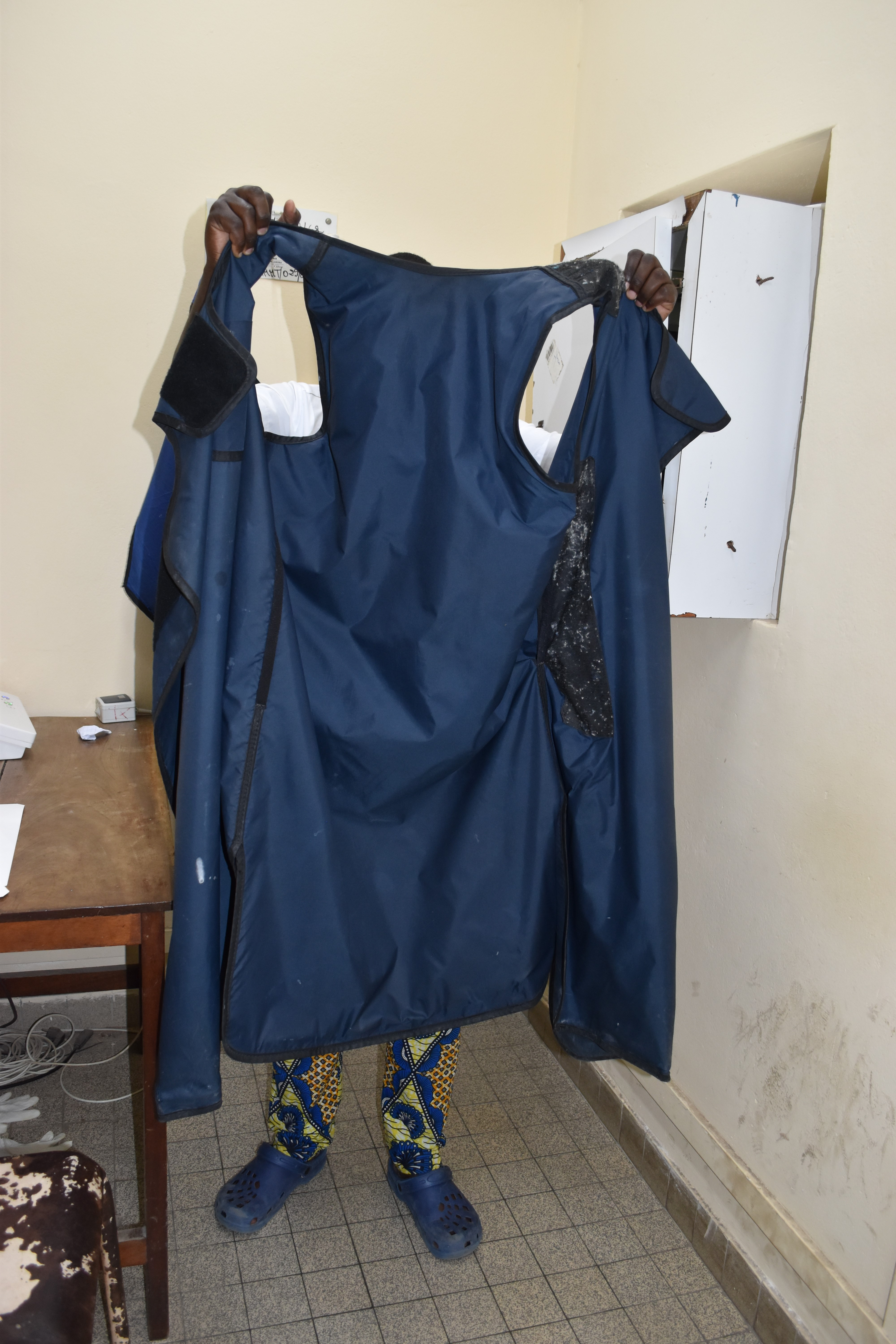
医療従事者の鉛エプロン

空間中のX線やガンマ線などに対してある程度は有効だが、ガンマ線を遮蔽する能力を持つ遮蔽体はたいへん重い（鉛ですら厚さ10センチを必要とするガンマ線を遮蔽できる防護服を作るとするならば、総重量が少なくとも100キログラム以上に達するという）また、メートル単位の厚さがなければ中性子線は防ぐことが出来ないため、完璧な防護服は存在しない。放射性物質の付着・吸引などが考えられないケースでは、気密性などは求められない。
簡易的な遮蔽機能をもつものの例では、生殖器や腸のような人体で放射線の影響を特に被り易い部分のみを防護する物もあり、一般で利用されている例では、歯科などのレントゲン撮影で被写体の体に掛けられる鉛入りの重いエプロンが挙げられる。これは防護対象がレントゲン装置から出るX線のみであるため厚さ数ミリでも有効だが、原子炉などからでるガンマ線や中性子線に対しては効果が無い。チェルノブイリ原子力発電所事故においては作業員が使用したが、効果の程は明らかでない。
頭部や顔面の被曝を防ぐ物では、顔の全面に鉛を含有した特殊なアクリルバイザーを装備、視界を確保したままで、一定の防護性をそなえる物もある。とは言え、先にも挙げた通り、透過性や被曝をゼロと出来る訳ではないので、身体への曝露量が所定被曝量に達する前に作業を終わらせて、すみやかに適切な遮蔽のある安全な区域へと移動する必要がある。

## その他
高度な物では多少の耐火・耐熱性などの機能を合わせ持つものも見られ、また気密性を重視した物では、空気の濾過による除染ではなく、内蔵ボンベによって呼吸用の空気を供給する物も見られる。
人間ではなく乗物に遮蔽機能を備え、人間は中からロボットアームなどで作業するという手法もある。ビートルは厚さ30cmの鉛板を車体に張り巡らすことで約26シーベルトの環境下でも行動可能であった。